# Karl von Keissler
Karl von Keissler (ur. 13 kwietnia 1872 w Wiedniu, zm. 9 stycznia 1965 tamże) – austriacki mykolog i lichenolog.

## Życiorys
Studiował na wydziale filozofii Uniwersytetu Wiedeńskiego. W 1895 r. uzyskał na tym uniwersytecie doktorat, a następnie pracował przez kilka lat jako asystent w ogrodzie botanicznym w Wiedniu. W 1906 poślubił Emmę Aigner. W latach 1899–1938 pełnił różne funkcje w dziale botanicznym w Muzeum Historii Naturalnej w Wiedniu. W 1922 r. (lub 1923 r.) został mianowany dyrektorem działu botanicznego tego muzeum. Zmarł w wieku 92 lat na ostrą niewydolność nerek.
Opisał nowe gatunki grzybów i porostów. W naukowych nazwach utworzonych przez niego taksonów dodawany jest skrót jego nazwiska Keissl. Jego nazwiskiem nazwano taksony Keissleriomyces, Keissleria, Keissleriella, Keisslerina i Neokeissleria.

## Wybrane publikacje
- Systematische Untersuchungen über Flechtenparasiten und lichenoide Pilze, 1920
- Die Flechtenparasiten, 1928
- Zusammenstellung einiger interessanter flechtenparasiten, 1933
- Moriolaceae, 1934
- Pyrenulaceae bis Mycoporaceae, Coniocarpineae, 1938
- Cyanophili: I: Pyrenopsidaceae, Ephebaceae, Collemaceae, 1940
- Usneaceae, 1960 – lichen family[5].